# Kryptand

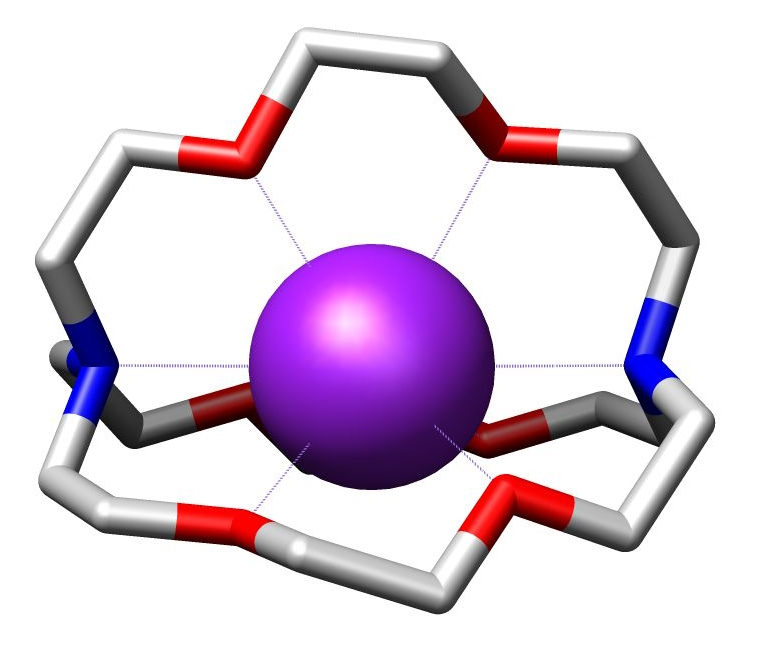
Struktura krystalické formy [[(2.2.2)-kryptand|[2.2.2]kryptandu]], v němž je zachycen draselný kation (fialově)

[2.2.2]kryptand

Kryptandy jsou umělé bicyklické a polycyklické polydentátní ligandy, které mohou tvořit komplexy s mnoha různými kationty.
V roce 1987 získali Donald J. Cram, Jean-Marie Lehn a Charles J. Pedersen za objev kryptandů a jejich využití Nobelovu cenu za chemii.
Kryptandy jsou trojrozměrnými analogy crown etherů, vyznačují se však vyšší selektivitou i tvorbou silnějších komplexů. Tyto komplexy jsou lipofilní.

## Struktura
Nejčastěji používaným kryptandem je N[CH2CH2OCH2CH2OCH2CH2]3N (systematický název je 1,10-diaza-4,7,13,16,21,24-hexaoxabicyklo[8.8.8]hexakosan). Tato sloučenina bývá nazývána [2.2.2]kryptand, čísla označují počet etherových kyslíkových (tedy vazebných) míst na každém ze tří můstků spojujících aminové dusíky. Kryptandy založené na aminech mají vysokou afinitu ke kationtům alkalických kovů, což umožňuje izolaci solí alkalidových aniontů (například K−).

## Vlastnosti

### Navázání kationtů
Trojrozměrné dutiny v molekulách kryptandů umožňují zachytávání kationtů. Komplex kationtu a kryptandu se nazývá kryptát. Kryptandy vytvářejí komplexy s mnoha „tvrdými“ kationty, jako jsou amonný kation (NH +
4 ) a kationty lanthanoidů, alkalických kovů a kovů alkalických zemin. Na rozdíl od crown etherů na sebe kryptandy vážou ionty skrze atomy dusíku i kyslíku. Vznik takovýchto komplexů vykazuje určitou selektivitu, což umožňuje od sebe oddělit jednotlivé ionty (například Na+ a K+). Některé kryptandy se vyznačují luminiscencí.

### Navázání aniontů
Polyaminové kryptandy lze přeměnit na polyamoniové klece s vysokou afinitou vůči aniontům.

## Použití
Kryptandy jsou dražší a obtížněji se připravují, ale nabízejí mnohem lepší selektivitu a sílu vazby než ostatní činidla komplexující alkalické kovy.
Mohou na sebe vázat soli, které jsou jinak v organických rozpouštědlech nerozpustné. Také mohou být použity jako katalyzátory fázového přenosu k přenosu iontů z jedné fáze do jiné.
Kryptandy umožňují přípravu alkalidů a elektridů a lze je rovněž použít při krystalizaci Zintlových iontů, například Sn 4−
9 .